# Seal Point (Danco-Küste)
Der Seal Point (englisch für Robbenspitze, in Argentinien gleichbedeutend Punta Foca) ist eine Landspitze an der Danco-Küste des Grahamlands auf der Antarktischen Halbinsel. Sie liegt dort, wo die Skontorp Cove und die Leopard Cove im Paradise Harbor aufeinandertreffen.
Polnische Wissenschaftler benannten sie 1999 nach den hier angetroffenen Weddellrobben.